# لئو سارگیسیان
لئو سارگیسیان ( انگلیسی: Leo Sarkisian؛ ۴ ژانویهٔ ۱۹۲۱ – ۸ ژوئن ۲۰۱۸) موسیقی‌شناس قومی مجری رادیو رادیو صدای آمریکا ارمنی‌تبار اهل ایالات متحده آمریکا بود. وی به‌خاطر به نمایش گذاشت برنامه شناخته شده است.
او به خاطر فعالیتش برای نمایش موسیقی آفریقایی از طریق برنامه رادیویی Music Time in Africa شناخته شده است.

## زندگی‌نامه
وی در ۴ ژانویهٔ ۱۹۲۱ به دنیا آمد و از فارغ‌التحصیل گشت.  در سال ۲۰۱۴ سارگیسیان مجموعه گسترده خویش از موسیقی آفریقایی را به دانشگاه میشیگان اهدا نمود. وی در ۸ ژوئن ۲۰۱۸ در سن ۹۷ سالگی درگذشت.